# قائمة الجزر العربية
قائمة بأسماء الجزر التابعة لدول عربية موزعة أبجديا حسب الدولة:

## 

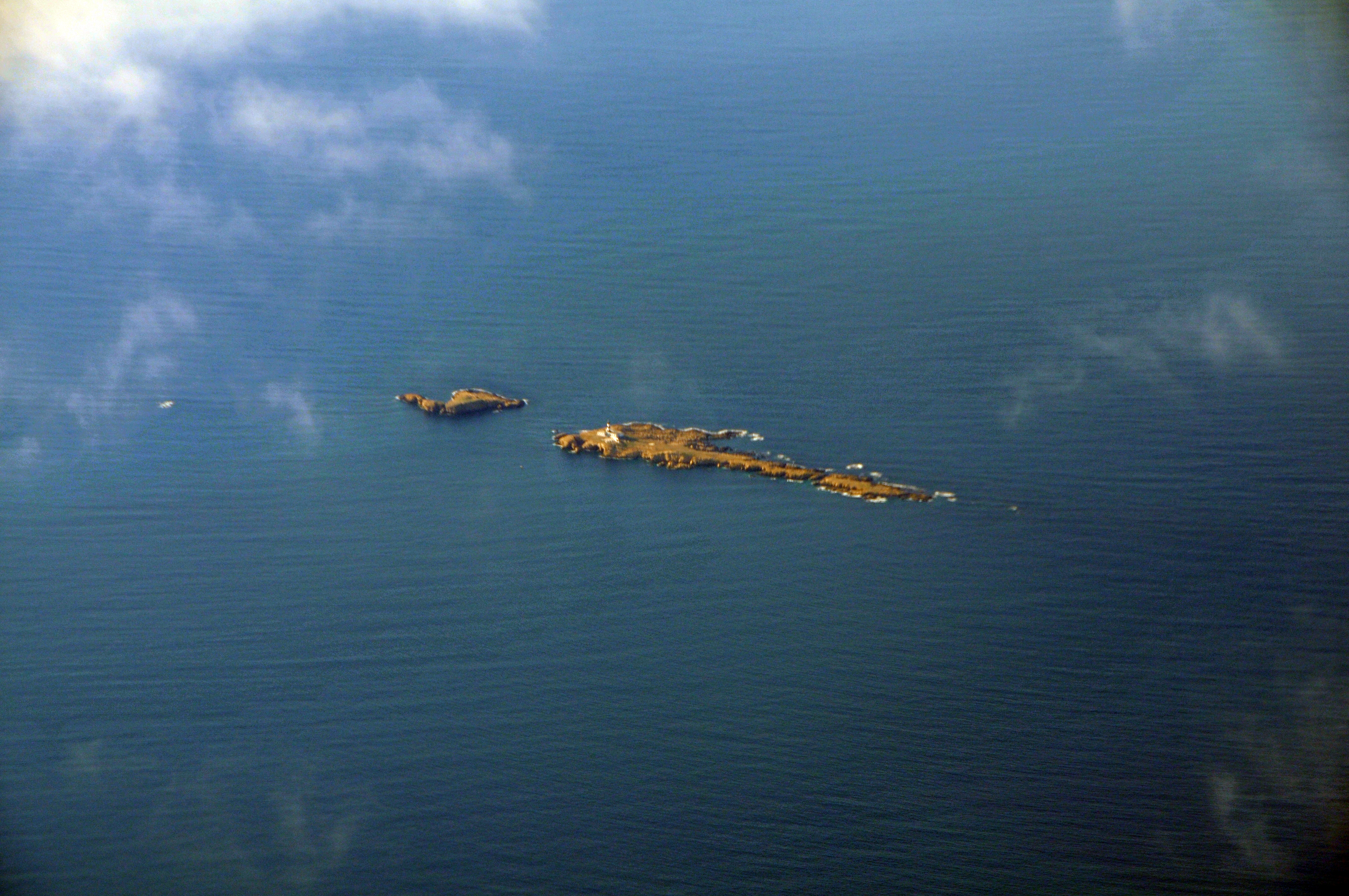
جزر القاني التونسية من الجو

## الإمارات العربية المتحدة
- جزيرة أبو موسى
- أرزنة
- بوحيل
- بوكشيشة
- بوكعل
- حالة البحراني
- داس
- دلما
- زركوه
- السعديات
- السينية
- صير بني ياس
- جزيرة صير بو نعير
- الضبعية
- طنب الصغرى
- طنب الكبرى
- غرابي
- الغطيس
- قرنين
- مروح
- الوحيل
- الياسات
- جزيرة الولو

## البحرين
- أم النعسان
- جزيرة البحرين
- جزر حوار أكثر من 30 جزيرة
- جزيرة سترة
- جزيرة المحرق
- جزيرة المحرق
- جزيرة جدة
- جزيرة ام الصبان
- جزيرة حلب

## تونس
- جربة
- قرقنة
- زمبرة وزمبرتا
- جالطة
- قورية و كونيليارة
- الكنائس
- جزيرة شكلي
- جزيرة بيلو
- الديماس
- جزر القاني
- الجزيرة المنبسطة

## الجزائر
- العوانة
- رشقون
- حبيباص
- شطايبي
- سيريجينا

## جزر القمر
- أنجوان (موتسامودو)
- القمر الكبرى (موروني)
- مايوطة (ماموتزو)
- موهيلي (فومبوني)

## السعودية
في المملكة العربية السعودية أكثر من 1285 جزيرة تقع منها 1150 جزيرة على ساحل البحر الأحمر وخليج العقبة وتشكل ما نسبتها 89% وأما 11% الباقية فهي تقع على الخليج العربي ويبلغ عددها 135 جزيرة وأهم الجزر السعودية هي:
- تاروت وهي أكبر جزر المملكة العربية السعودية وكثافتها السكانية عالية وهي متصلة بالبلد الأم بواسطة جسرين وجاري العمل على بناء الجسر الثالث.
- جزر فرسان جزر فرسان ما يقارب الـ 200 جزيرة
- أم القماري
- صنافير
- تيران
- جبل حسان
- جزيرة رأس أبو علي.
- جزيرة ام القماري
- جزر امهات الشيخ
- جزيرة كدمبل

## سوريا
- أرواد
- النمل
- العباس
- أبو علي
- أم الحمام

## عُمان
- جزر الحلانيات (كوريا موريا سابقاً)
- جزر الديمانيات
- جزيرة مصيرة
- جزيرة التلغراف
- جزيرة أم الغنم
- جزيرة أم السكن
- جزيرة أم الفيارين
- جزيرة أم الطير
- جزيرة أبو مخالف
- جزيرة أبو راشد
- جزيرة السودة
- جزيرة قصيدات
- جزيرة الحاسكية
- جزيرة القبلية
- جزيرة الحلانية
- جزيرة سلامة و بناتها
- جزيرة بر الحكمان
- جزيرة الخيل
- جزيرة مخبوق
- جزيرة خرابة
- جزيرة حيوت
- جزيرة الفحل

## قطر
- أسحاط
- شراعوه
- حالول

## الكويت
- أم المرادم
- أم النمل
- بوبيان
- عوهة
- فيلكا
- قاروه
- كبر
- مسكان
- وربة
- جزيرة الشويخ

## ليبيا
- جزيرة فروة
- جزيرة بسيس
- جزيرة البردعة

## مصر
- جزيرة الزمالك
- جزيرة الشورانية
- جزيرة تيران وجزيرة صنافير (تحت الإدارة المصرية)
- جزيرة الرحمانية
- جزيرة أسوان
- جزيرة سهيل
- جزيرة امون
- جزيرة ايزيس
- جزيرة اليفانتين
- جزيرة النباتات

## المغرب
- صخرة الحسيمه
- الجزر الجعفرية
- جزيرة ليلى
- جزيرة موكادور

## موريتانيا
| الجزيرة     | المساحة |
| ----------- | ------- |
| جزر أرغين   | 18.79   |
| جزر نوامغار |         |
|             |         |

## اليمن
- جزيرة كمران
- جزيرة سوقطرة
- جزر حنيش
- جزيرة عبد الكوري
- جزيرة زقر
- جزيرة بريم (ميون)
- جزيرة سمحة
- جزيرة درسة
- مجموعة جزر الزبير
- جزيرة بكلان
- جزيرة الفشت
- جزيرة الدويمة (ميدي)
- جزيرة شولان
- جزيرة جديدة
- جزيرة جبل الطير
- جزيرة منحس كبير (ميدي)
- جزيرة منحس صغير (ميدي)
- جزيرة أبو عرج (ميدي)
- جزيرة أبوجاد (حجة)
- جزيرة الجوزي (ميدي)
- جزيرة الدكيلة (ميدي)
- جزيرة الغربية (الغراب)
- جزيرة أم السابعة (ميدي)
- جزيرة أم عروين (ميدي)
- جزيرة بحيص (حجة)
- جزيرة تواصيك (ميدي)
- جزيرة جبال قحومة (ميدي)
- جزيرة جروم عكرم (ميدي)
- جزيرة جريب نخل (ميدي)
- جزيرة جينك (حجة)
- جزيرة دجيلة (ميدي)
- جزيرة دي (ميدي)
- جزيرة رأس جبل (ميدي)
- جزيرة زرت (ميدي)
- جزيرة شعاب أم عاتي (ميدي)
- جزيرة شعاب مساقي (ميدي)
- جزيرة شعب الطويل (ميدي)
- جزيرة شعبين (حجة)
- جزيرة ظهرة أبو سمكة (ميدي)
- جزيرة ظهرة ابوجاد (ميدي)
- جزيرة ظهرة العاشق (ميدي)
- جزيرة ظهرة جروم بكلان (ميدي)
- جزيرة ظهرة ذو حراب (ميدي)
- جزيرة ظهرة عواف (ميدي)
- جزيرة قضبة (ميدي)
- جزيرة قويطعة (ميدي)
- جزيرة مسنب (البضيع)
- جزيرة منحس كبير (ميدي)
- جزيرة نخل (ميدي)
- جزيرة أبو شجرة (ميدي)
- جزيرة أبو مال (ميدي)
- جزيرة أرضين (ميدي)
- جزيرة البري الصغير (حجة)
- جزيرة البري الكبير (ميدي)
- جزيرة البيضاء (ميدي)
- جزيرة الدويمة (ميدي)
- جزيرة الرافع (حجة)
- جزيرة الظهرة (حجة)
- جزيرة العاشق الصغير (ميدي)
- جزيرة المفلوق (ميدي)
- جزيرة أم حماد (ميدي)
- جزيرة بارور (حجة)
- جزيرة توكالا (ميدي)
- جزيرة ثعاد (ميدي)
- جزيرة جبل الدنك (ميدي)
- جزيرة جريب (ميدي)
- جزيرة ذو حراب (ميدي)
- جزيرة ربا (حجة)
- جزيرة زمهر (ميدي)
- جزيرة زيحة (ميدي)
- جزيرة سانا (ميدي)
- جزيرة سرندا (ميدي)
- جزيرة سيا (حجة)
- جزيرة شد (ميدي)
- جزيرة صيل روبا (ميدي)
- جزيرة طواق (ميدي)
- جزيرة غراب (ميدي)
- جزيرة ماجور (حجة)
- جزيرة مرين (ميدي)
- جزيرة نصيب (ميدي)
- جزيرة اللخم (كولفتين)
- جزيرة كيس الجمال
- جزيرة مرزوق كبير
- جزيرة عليه (العالية)
- جزيرة النهدين
- جزيرة المحجر الصحي
- جزيرة الفحم
- جزيرة الجزر
- جزيرة البيضاء (المنخفضة)
- جزيرة حبان (الصخور)
- جزيرة صليل كبير
- جزيرة صليل صغير
- جزيرة الجزيرة
- جزيرة أبو شملة
- جزيرة جبل عزيز
- جزيرة جحب
- جزيرة زهيرا
- جزيرة طويلة
- جزيرة بحارة
- جزيرة فلنيت (الكرنتيا)
- جزيرة صيرة
- جزيرة دونافة
- جزيرة العمال (العبيد)

## العراق
العراق ليس له جزر في الخليج العربي كون ساحله قصير وضيق لا يتعدى 60 كم والجزر القريبة كلها تابعة لدولة الكويت لكن هنالك العديد من الجزر التي تقع وسط الأنهار العراقية مثل:
- جزيرة آلوس
- جزيرة جبة
- جزيرة أم الخنازير
- جزيرة أم الرصاص
- جزيرة حجام
- جزيرة أم البابي
- جزيرة السندباد
- جزيرة البلجانية
- جزيرة البحرية
- جزيرة مجنون
- جزيرة الصالحية
- جزيرة كنعوص
- جزيرة رانية
- جزيرة الكريعات
- جزيرة بغداد السياحية

## مواضيع متعلقة
- جزيرة
- قائمة الجزر في الخليج العربي
- شبه جزيرة
- أرخبيل
- شعب حلقي
- دولة جزيرة
- جزيرة اصطناعية
- قائمة الجزر حسب الكثافة السكانية
- جزر تونس